# サン・ルーチド
サン・ルーチド（イタリア語: San Lucido）は、イタリア共和国カラブリア州コゼンツァ県にある、人口約6,100人の基礎自治体（コムーネ）。

## 地理

### 位置・広がり

#### 隣接コムーネ
隣接するコムーネは以下の通り。
ファルコナーラ・アルバネーゼ、 パオラ、 レンデ、 サン・フィーリ

## 行政

### 分離集落
サン・ルーチドには、以下の分離集落（フラツィオーネ）がある。
- Deuda, Pollella, Granoriso, Varco, Acqualeone, Cerasuòlo, S.Lucia, S.Giovanni, Miccisi, Acqua bianca, Puppa